# Rönnebergs sparbank
Rönnebergs sparbank var en svensk sparbank för Rönnebergs härad med säte i Landskrona.
Beslut om att starta en sparbank togs i mars 1882, reglemente fastställdes av Kungl. Maj:t den 14 april och verksamheten kunde inledas den 1 maj 1882. Banken var redan från början öppen alla helgfria dagar, vilket var ovanligt vid den här tiden.
I Landskrona hade Landskrona sparbank funnits sedan 1836. Dessutom hade det kortlivade Rönnebergs och Onsjö häraders sparbank varit aktiv 1860-1863.
1971 uppgick Härslövs sparbank i Rönnebergs sparbank. 1974 genomfördes fusionen mellan Rönnebergs sparbank och Landskrona sparbank, där även Glumslövs sparbank medverkade. 1976 gick även Västra Karleby sparbank upp i Landskrona sparbank.
Verksamheten uppgick år 1980 i  Sparbanken Västra Skåne som skulle delta i bildandet av Sparbanken Skåne 1984. Denna bank uppgick sedan i Sparbanksgruppen 1991, Sparbanken Sverige 1992 och Föreningssparbanken 1997.

## Källhänvisningar
1. ↑  Statistisk tidskrift : 1884, Kungl. Statistiska Centralbyrån, sid. 90
2. ↑  Norra Skåne Arkiverad 16 juni 2017 hämtat från the Wayback Machine., 10 mars 1882
3. ↑  Sparbankerna 1971, Statistiska centralbyrån, 1972
4. ↑  Sparbankerna 1974, Statistiska centralbyrån, 1975